# Hyphydrus detectus
Hyphydrus detectus är en skalbaggsart som beskrevs av Falkenström 1936. Hyphydrus detectus ingår i släktet Hyphydrus och familjen dykare. Inga underarter finns listade i Catalogue of Life.